# Barbaran
Barbaran (pers. بربران) – wieś w Iranie, w ostanie Azerbejdżan Zachodni. W 2006 roku liczyła 143 mieszkańców w 30 rodzinach.